# José Barbosa (cronista)
José Barbosa (Lisboa, 23 de novembro de 1674 — Casa de São Caetano, Lisboa, 6 de abril de 1750) foi cronista da Casa de Bragança, poeta latino, clérigo regular teatino, Examinador do Patriarcado e das Ordens Militares, membro da Academia Real de História Portuguesa e renomado pregador. Era irmão de Diogo Barbosa Machado (1682–1772) e de Inácio Barbosa Machado (1686–1734).

## Biografia
Estudou latim e retórica no Colégio de Santo Antão e professou nos teatinos a 8 de dezembro de 1690. Findos os estudos, dedicou-se à oratória sagrada, distinguindo-se com mérito. Foi um dos primeiros cinquenta sócios da Academia Real da História Portuguesa, onde foi destacado para escrever as “Memórias Históricas do conde D. Henrique”, obra que nunca foi publicada. 
A sua valiosa biblioteca de história foi oferecida à comunidade religiosa e posteriormente incluída na Biblioteca Nacional de Lisboa (1797).

## Obras
Publicou diversas obras de carácter histórico, destacando-se:
- Notícias de Portugal escritas por Manoel Severim de Faria...
- Catalogo chronologico, historico, genealogico: e critico, das rainhas de Portugal.
- Elogios Historicos dos Reis de Portugal co-autoria com Bernardo de Brito
- “Memórias do Colégio Real de São Paulo, da Universidade de Coimbra, e de seus Colegiais e Porcionistas” (1727);
- “História da Fundação do Real Convento de Santo Cristo das Religiosas Capuchinhas Francesas” (1748).[2]